# Gardzka Kępa
Gardzka Kępa – wyspa w cieśninie Dziwnie, w gminie Kamień Pomorski (województwo zachodniopomorskie) w sąsiedztwie wsi Połchowo. We wczesnym średniowieczu znajdował się na niej gród. Współcześnie jest zalesiona i ze względu na walory przyrodnicze stanowi proponowany rezerwat przyrody. Wyspa znajduje się w zarządzie Urzędu Morskiego w Szczecinie. 
Do 1945 r. wyspa nosiła niemiecką nazwę Burgwall. Nazwę polską wprowadzono urzędowo w 1950 r.

## Położenie i budowa
Wyspa znajduje się przy wschodnim brzegu Dziwny, po południowej stronie wejścia do Zatoki Cichej (od północy w odległości 0,5 km od Gardzkiej Kępy zatokę zamyka Wyspa Chrząszczewska).
Wyspa składa się w części północnej z płaskiego wyniesienia mineralnego o owalnym, regularnym kształcie osiągającym 4,5 m n.p.m. Jego brzegi opadają stromo ku wodom Dziwny i tylko w kierunku południowo-wschodnim opadają łagodniejszym stokiem. Wzniesienie ma 230 m długości i 170 m szerokości. Od wschodu przylega do niego teren bagnisty i nisko położony (0,1 m n.p.m.) o długości ok. 200 m i szerokości 150 m, rozciągający się w kierunku lądu. W sumie wyspa zajmuje 5,686 ha powierzchni (powierzchnia działki ewidencyjnej nr 116/16). Od stałego lądu oddzielona jest zabagnioną i zarośniętą szuwarami cieśniną o szerokości ok. 20 m. Sąsiaduje z bagnistym półwyspem przy wsi Połchowo, od której zabudowań dzieli ją w linii prostej ok. 300 m. 
Bliskość lądu i bagniste pasmo terenu między wzniesieniem w północno-zachodniej części wyspy a stałym lądem jest powodem uznawania jej czasem za półwysep.

## Historia
W wiekach X–XII na wyspie znajdowało się grodzisko, od którego zresztą pochodzi niemiecka nazwa wyspy – Der Wall lub Burgwall. W terenie widoczny jest zarys wałów. Na wyspie znaleziono w 1846 r. skorupy naczyń słowiańskich. Grodzisko przypisywane jest plemieniu Wolinian, znajdowało się na szlaku wodnym łączącym dwa kluczowe dla nich grody – Wolin i Kamień Pomorski. Przed objęciem wyspy formami ochrony przyrody, stanowiła ona miejsce biwakowania i postoju żeglarzy. 
Grodzisko stanowi stanowisko archeologiczne objęte strefą ochrony archeologiczno-konserwatorskiej Wl – pełnej ochrony. Z tego powodu w jego obrębie wykluczona jest wszelka działalność inwestycyjna i inna.

## Środowisko przyrodnicze
Wyspa w części mineralnej pokryta jest starodrzewem dębowym. Domieszkę tworzą sosny, w runie masowo rosną jeżyny. Tereny bagienne porośnięte są mozaiką szuwarów, głównie trzcinowych. W okolicznych wodach występują płaty oczeretów. Las stanowi pododdział 2a Obwodu Ochrony Wybrzeża Wolin – grunt leśny w zarządzie Urzędu Morskiego w Szczecinie. Drzewostan wyłączony jest z użytkowania.
Na wyspie znajduje się bardzo liczna kolonia lęgowa kormorana zwyczajnego oraz czapli siwej. Czapli było tutaj w latach 90. XX w. 65 par, a w 2006 stwierdzono 168 gniazd.  W sezonie lęgowym w 2012 roku w kolonii kormoranów naliczono z kolei 2963 par, co stanowi 12% populacji lęgowej tego gatunku w Polsce. Na jednym z okazałych dębów stwierdzono tu aż 50 gniazd tego gatunku. Wpływ kolonii lęgowej kormorana na stan zdrowotny drzew jest wyraźny – wiele dębów zamiera, drzewa pokryte są guanem. Przyczyną „eksplozji demograficznej” kormoranów w tym obszarze jest najprawdopodobniej inwazja masowo występującej w okolicznych wodach babki byczej. Wyspa jest też lub była miejscem lęgów bielika, brodźca piskliwego, zimorodka, gęgawy, gągoła i 39 innych gatunków ptaków, których tu w sumie (razem z migrującymi) stwierdzono ok. 70 gatunków. W okresie przelotów i zimą wody wokół wyspy gromadzą stada ptaków wodnych liczące tysiące osobników.
Gardzka Kępa znajduje się w granicach obszaru Natura 2000 – Ujście Odry i Zalew Szczeciński oraz w obrębie ostoi ptaków „Zalew Kamieński i Dziwna” znajdującej się pod opieką Zachodniopomorskiego Towarzystwa Przyrodniczego. Wyspa jest proponowanym faunistycznym rezerwatem przyrody. Jest też objęta ochroną strefową na podstawie przepisów o ochronie gatunkowej zwierząt. Pomimo ochrony i oznaczenia tablicami ostrzegawczymi, wyspa jest penetrowana przez ludzi.